# Acartus abyssinicus
Acartus abyssinicus är en skalbaggsart som beskrevs av Stefan von Breuning 1955. Acartus abyssinicus ingår i släktet Acartus och familjen långhorningar.
Artens utbredningsområde är Kenya. Inga underarter finns listade i Catalogue of Life.